# آلیاژ آلومینیوم ۶۰۶۱
آلومینیوم ۶۰۶۱ یکی از آلیاژهای آلومینیوم با قابلیت رسوب سختی است، که منیزیم و سیلیسیم عناصر آلیاژی اصلی آن را تشکیل می‌دهند. این آلیاژ در سال ۱۹۳۵ توسعه پیدا کرد. از ویژگی‌های مهم این آلیاژ می‌توان به قابلیت جوشکاری و اکستروژن آن اشاره کرد؛ که اکستروژن پذیری آن موجب استفاده گسترده آن در اکستروژن مقاطع مختلف شده‌است.
آلومینیوم ۶۰۶۱ معمولاً در طول فرایند ساخت تحت عملیات حرارتی قرار می‌گیرند، که آلیاژهای 6061-O (آنیل شده) T6-6061 (رسوب سختی مصنوعی پس از عملیات حل سازی) مثال‌هایی از انواع مختلف عملیات حرارتی هستند.

## ترکیب شیمیایی
| آلومینیم    | منیزیم  | سیلیسیم  | آهن     | مس        | کروم      | روی      | تیتانیم  | منگنز    | سایر                    |
| ----------- | ------- | -------- | ------- | --------- | --------- | -------- | -------- | -------- | ----------------------- |
| ۹۵٫۸۵–۹۸٫۵۶ | ۰٫۸–۱٫۲ | ۰٫۴۰–۰٫۸ | ۰٫۰–۰٫۷ | ۰٫۱۵–۰٫۴۰ | ۰٫۰۴–۰٫۳۵ | ۰٫۰–۰٫۲۵ | ۰٫۰–۰٫۲۵ | ۰٫۰–۰٫۱۵ | هر کدام ۰٫۰۵، جمعاً ۰٫۱۵ |

## خواص فیزیکی

کاربرد آلومینیوم ۶۰۶۱ به عنوان چهارچوب دوچرخه

چگالی آلومینیوم ۶۰۶۱ برابر2.7x103kg/m³ می‌باشد.
رسانایی حرارتی:173 W/m.K
ضریب انبساط حرارتی23.5x10−6 m/m. °C: (20-100 °C)
نقطهٔ ذوب: ۵۸۰درجه سانتی گراد.
مدول الاستیسیته: GPa 70-80

## خواص مکانیکی

کاربرد آلومینیوم ۶۰۶۱ به عنوان ضربه گیر در آیفون ۵

خواص مکانیکی این آلیاژ شدیداً تحت تأثیر نوع عملیات حرارتی اعمالی قرار دارد.

### 6061-O (آنیل شده)
- حداکثر استحکام کششی: 120MPa.
- حداکثر تنش تسلیم: 55MPa.
- انعطاف‌پذیری: ۲۵–۳۰٪

### 6061-T4 (رسوب سختی طبیعی پس از عملیات حل سازی)
- حداقل استحکام کششی: 210MPa.
- حداقل تنش تسلیم: 110MPa.
- انعطاف‌پذیری: ۱۶٪.

### 6061-T6 (رسوب سختی مصنوعی پس از عملیات حل سازی)
- حداقل استحکام کششی: 290MPa.
- حداقل تنش تسلیم: 240MPa.
- انعطاف‌پذیری: ۸٪ در مقاطع با ضخامت کمتر از ۶٫۳۵ میلی‌متر. ۱۰٪ در مقاطع با ضخامت بیشتر از ۶٫۳۵ میلی‌متر[۶]

## استانداردها
- ASTMB209: استاندارد ورق و پلیت از جنس آلومینیوم و آلیاژهای آن.
- ASTMB210: استاندارد لوله‌های بدون درز از جنس آلومینیوم و آلیاژهای آن.
- ASTMB211: استاندارد سیم و میله از جنس آلومینیوم و آلیاژهای آن.
- ASTMB221: استاندارد قطعات اکسترود شده از جنس آلومینیوم و آلیاژهای آن.
- ASTMB308: استاندارد آلومینیوم 6061-T6
- ASTMB547: استاندارد لوله‌های جوش کاری شده به روش قوس الکتریکی از جنس آلومینیوم و آلیاژهای آن.[۷]